# الدوري المكسيكي الممتاز 1967–68
الدوري المكسيكي الممتاز 1967-68 (بالإسبانية: Primera División de México 1967-68)‏ هو الموسم 25 من الدوري المكسيكي الممتاز. أقيم خلال الفترة 6 يوليو 1967 وحتى 28 يناير 1968، وأشرف على تنظيمه اتحاد المكسيك لكرة القدم، وكان عدد الأندية المشاركة فيه 16، وفاز فيه نادي تولوكا.